# Stéphane Brizé
Stéphane Brizé (ur. 18 października 1966 w Rennes) – francuski reżyser, scenarzysta i producent filmowy. Autor kilkunastu filmów fabularnych i krótkometrażowych, często nagradzany na najważniejszych festiwalach filmowych.
Nakręcił takie filmy fabularne, jak m.in. Nie jestem tu po to, żeby mnie kochano (2005), Kilka godzin wiosny (2012), Miara człowieka (2015, nagroda aktorska dla Vincenta Lindona na 68. MFF w Cannes), Historia pewnego życia (2016, Nagroda FIPRESCI na 73. MFF w Wenecji), Na wojnie (2018) czy Inny  świat (2021).
Zasiadał w jury przyznającym nagrodę Złotej Kamery na 63. MFF w Cannes (2010).